# Колос (Новгород-Сіверський район)
Ко́лос —  село в Україні, у Новгород-Сіверській міській громаді Новгород-Сіверського району Чернігівської області. Населення становило до війни 2022 року 38 осіб, після квітня 2022 року фактично безлюдне. До 2020 орган місцевого самоврядування — Грем'яцька сільська рада.

## Історія
12 червня 2020 року, відповідно до розпорядження Кабінету Міністрів України № 730-р «Про визначення адміністративних центрів та затвердження територій територіальних громад Чернігівської області», увійшло до складу Новгород-Сіверської міської громади.
19 липня 2020 року, в результаті адміністративно - територіальної реформи та ліквідації колишнього Новгород-Сіверського району, село увійшло до новоствореного Новгород-Сіверського району Чернігівської області.

### Російсько-українська війна 2022 року
Фактично із квітня 2024 року знаходиться у сірій зоні, тобто воно не контролюється росіянами (хоча вони і заявляють періодично про свій контроль над населеним пунктом), в той же час там не залишилося населення і через підтоплення неможливо збудувати укріплення для оборони. 15 листопада російські пропагандистські ЗМІ оголосили, що село під контролем росії, проте того ж дня речник ДПСУ полковник Андрій Демченко спростував заяви російських пропагандистів.